# Damien Tarantola
Pour les articles homonymes, voir Tarantola.
Damien Tarantola, né le 14 octobre 1991 à Chamonix, est un fondeur français.

## Carrière
Ses débuts dans des courses FIS ont lieu en 2009.
Il est sélectionné pour sa première épreuve de Coupe du monde en janvier 2013 à La Clusaz. Sa prochaine manche est le mini-tour de Lillehammer en décembre 2014.
Entre-temps, aux mondiaux 2014 de Val di Fiemme chez les moins de 23 ans, il gagne la médaille d'argent en skiathlon, derrière Adrien Backscheider. Ensuite, sa participation à la Coupe du monde est sporadique jusqu'en 2018, où il marque ses premiers points, se classant notamment 14e à Oberstdorf, étape du Tour de ski.
Durant la saison 2018/2019, il s’axe sur les courses marathon, obtenant trois podiums et la victoire au classement général de la World Loppet Cup.
Depuis juin 2019, Damien Tarantola entraîne les u17 dames du comité mont-blanc. Il rejoint ainsi ses anciens collègues d’entraînement du Haute Savoie nordic team, Bertrand Hamoumraoui et Ivan Perrillat-Boiteux, tous aux côtés de Christophe Deloche.

## Palmarès

### Coupe du monde
- Meilleur classement général : 88e en 2018.

#### Différents classements en Coupe du monde
| Saison / Épreuve | Général | Général | Distance | Distance | Tour de ski depuis 2007 | Finales 2008-2014                | Nordic Opening depuis 2011 |
| ---------------- | ------- | ------- | -------- | -------- | ----------------------- | -------------------------------- | -------------------------- |
| Saison / Épreuve | Place   | Points  | Place    | Points   | Tour de ski depuis 2007 | Finales 2008-2014                | Nordic Opening depuis 2011 |
| 2014-2015        | —       | —       | —        | —        | —                       | Épreuve inexistante à cette date | 56e                        |
| 2017-2018        | 88e     | 36      | 56e      | 36       | 34e                     | —                                | 37e                        |

### Championnats du monde des moins de 23 ans
- Médaille d'argent au skiathlon en 2014.

### World Loppet Cup
- Vainqueur du classement général en 2019.
- 4 podiums.

À l'issue de la saison 2018-2019.